# پائول زولنر
پائول زولنر (آلمانی: Paul Söllner؛ ۵ ژوئن ۱۹۱۱ – ۸ آوریل ۱۹۹۱) قایقران روئینگ اهل آلمان بود.
وی در مسابقات کشوری و بین‌المللی در مجموع برندهٔ ۱ مدال طلا شده‌است.